# مانو غارسيا (لاعب مواليد 1986)
مانويل 'مانو' أليخاندرو غارسيا سانشيز (بالإسبانية: Manuel Alejandro García Sánchez؛ مواليد 26 أبريل 1986) لاعب كرة قدم إسباني يلعب حاليًا مع نادي ديبورتيفو ألافيس الإسباني في مركز لاعب الوسط.

## المسيرة الاحترافية
في يونيو 2012، انتقل غارسيا إلى ديبورتيفو ألافيس، وشارك في 37 مباراة في الدوري مساهمًا في صعود فريقه إلى دوري الدرجة الثانية. يوم 24 أغسطس 2013، لعب أول مباراة له كمحترف ضد لاس بالماس والتي انتهت بالتعادل الإيجابي بهدف لمثله.
سجل غارسيا أول هدف له كمحترف يوم 15 سبتمبر 2013، في مباراة ضد ريال مورسيا انتهت بنتيجة 2–1 لصالح الأخير. يوم 2 يوليو 2014، وقع على عقد مدته موسمان مع الباسكيين.
شارك غارسيا في 37 مباراة وسجل 5 أهداف في موسم 2015–16، وعاد ألافيس إلى الدوري الإسباني بعد 10 سنوات من الغياب.
في أولى مباريات ألافيس في موسم 2016–17، والتي جمعته بأتلتيكو مدريد، سجل غارسيا هدفًا في الدقيقة 5+90 جنبَّ فريقه الخسارة الأولى في الدوري وانتهت المباراة بالتعادل الإيجابي بهدف لمثله.

## روابط خارجية
- مانو غارسيا على موقع قاعدة بيانات كرة القدم.إي يو (الإنجليزية)
- مانو غارسيا على موقع Soccerbase.com (لاعب) (الإنجليزية)
- مانو غارسيا على موقع Soccerway.com (الإنجليزية)
- مانو غارسيا على موقع عالم كرة القدم.نت (الإنجليزية)
- مانو غارسيا على موقع AS.com (الإسبانية)